# 黄中俊
黄中俊，湖北汉阳人，是一名清朝政治人物。
黄中俊曾于1775年接替齐永龄任福建永安县知县一职，1780由任恺接任。